# Liste der Fernstraßen in Litauen

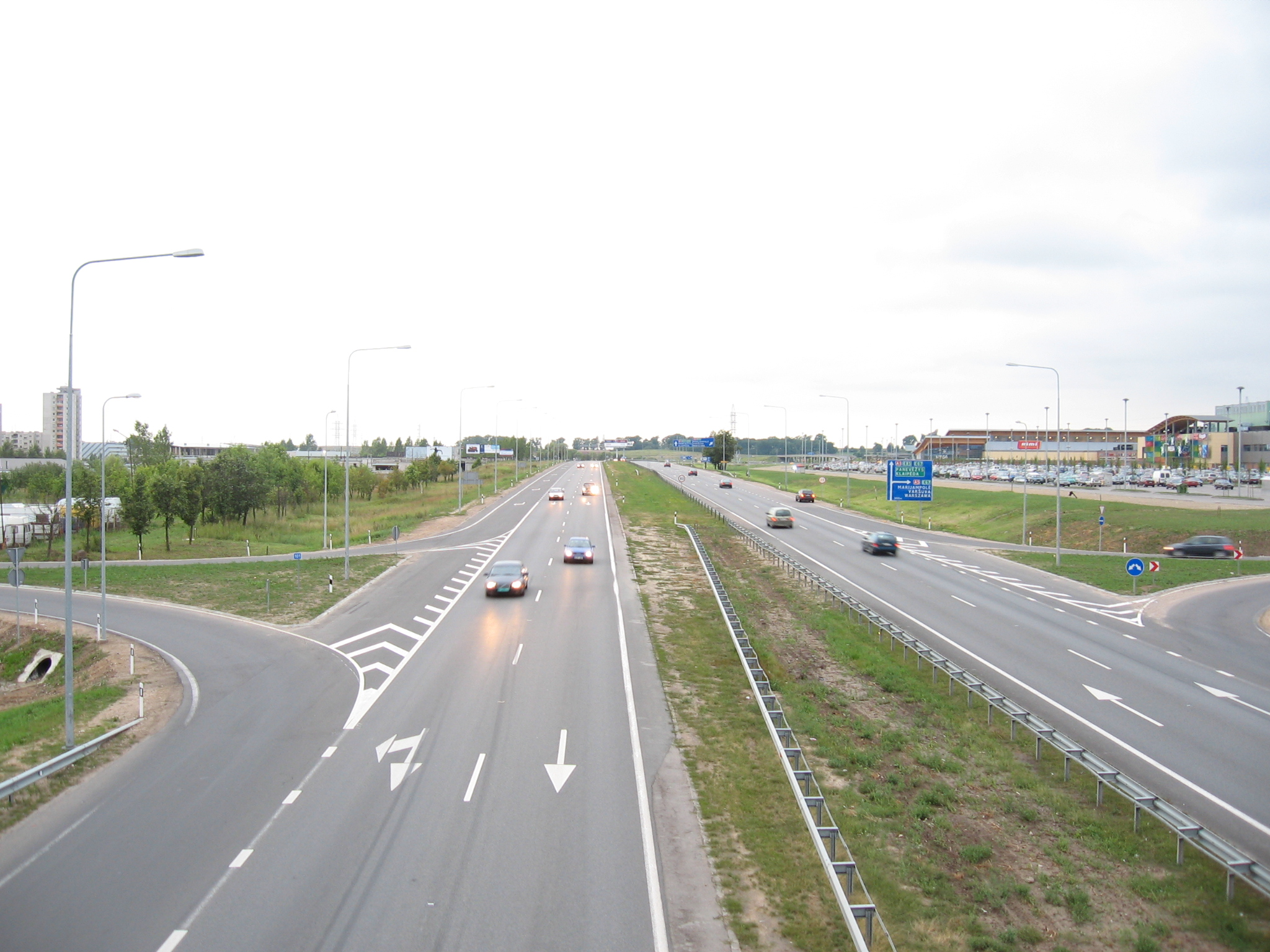
Die A1 bei Kaunas

Das Fernstraßennetz in Litauen weist eine durchgehende Nummerierung von A1 bis A21 auf, die nicht zwischen Autobahnen und Landstraßen unterscheidet. Unterschiedlich ist jedoch die Beschilderung. Während die zur Autobahn ausgebauten Strecken grün beschildert sind, verfügen sonstige Fernstraßen einschließlich der Kraftfahrstraßen über blaue Wegweiser. Die beiden aktuell bestehenden Autobahnstrecken (litauisch Singular automagistralė) der A1 (Kaunas - Klaipėda) und A2 (Vilnius - Panevėžys) entstanden in den 1980er Jahren, also noch zu Zeiten der LiSSR, und entsprachen ursprünglich eher dem Standard zweibahniger Landstraßen. So wiesen sie an zahlreichen Anschlussstellen Wendepunkte, sogenannte U-Turns, und Bushaltestellen auf dem Seitenstreifen auf. Beide Strecken wurden jedoch nach der Wiedererlangung der Unabhängigkeit modernisiert und dem aktuellen Autobahnstandard angepasst. Es ist geplant, weitere Fernstraßen zu Autobahnen auszubauen.
Zuständig für Bau und Erhaltung des litauischen Fernstraßennetzes sowie für das National- und Regionalstraßennetz ist das Staatsunternehmen Kelių priežiūra.
Zum Verkehr in Litauen insgesamt siehe den Hauptartikel Verkehr in Litauen. Siehe auch die historische Liste der Fernstraßen in der Sowjetunion.

## Bestehende Strecken
| Name | Verlauf                                  | Länge     |
| ---- | ---------------------------------------- | --------- |
| A1   | Vilnius – Kaunas – Klaipėda              | 311,40 km |
| A2   | Vilnius – Panevėžys                      | 135,92 km |
| A3   | Vilnius – Medininkai                     | 33,99 km  |
| A4   | Vilnius – Varėna – Druskininkai          | 134,46 km |
| A5   | Kaunas – Marijampolė – Kalvarija         | 97,06 km  |
| A6   | Kaunas – Utena – Zarasai                 | 185,40 km |
| A7   | Marijampolė – Vilkaviškis – Kybartai     | 42,21 km  |
| A8   | Panevėžys – Aristava – Sitkūnai          | 87,86 km  |
| A9   | Panevėžys – Šiauliai                     | 78,94 km  |
| A10  | Panevėžys – Pasvalys – Saločiai          | 66,10 km  |
| A11  | Šiauliai – Palanga                       | 146,85 km |
| A12  | Joniškis – Šiauliai – Tauragė – Pagėgiai | 186,09 km |
| A13  | Klaipėda – Palanga                       | 45,15 km  |
| A14  | Vilnius – Utena                          | 95,60 km  |
| A15  | Vilnius – Šalčininkai                    | 49,28 km  |
| A16  | Vilnius – Prienai – Marijampolė          | 137,51 km |
| A17  | Panevėžys Umgehung                       | 22,28 km  |
| A18  | Šiauliai Umgehung                        | 17,08 km  |
| A19  | Vilnius Umgehung (Süd)                   | 7,9 km    |
| A20  | Ukmergė Umgehung (Nord)                  | 7,7 km    |
| A21  | Sowetsk Umgehung (litauischer Anteil)    | 4 km      |

Während auf litauischen Autobahnen eine zulässige Höchstgeschwindigkeit von 130 km/h gilt, darf auf Schnellstraßen 110 km/h und auf Landstraßen nur 90 km/h gefahren werden.

## Geplante Strecken
Geplant ist der Ausbau der A1 zwischen Vilnius und Kaunas zur Autobahn sowie der A5 von der polnischen Grenze über Kalvarija und Marijampolė bis nach Kaunas im Zuge der Via Baltica (Europastraße 67), die Litauen von Süden nach Norden durchquert. Seit 1. April 2022 ist die A1 zwischen Kaunas und Klaipeda zur Automagistrale hochgestuft worden.
In diese Ausbauplanung ist auch die A8 einbezogen, die Sitkūnai (bei Kaunas) über Aristava mit Panevėžys verbindet, sowie die A17 (Umfahrung Panevėžys) und die A10 von Panevėžys über Pasvalys und Saločiai zur lettischen Grenze.
Darüber hinaus sollen die A13 von Klaipėda nach Palanga (teilweise heute schon eine vierspurige Landstraße) sowie die A18 (Umfahrung Šiauliai) zur Autobahn ausgebaut werden.